# 毛果柃
毛果柃（学名：Eurya trichocarpa），为山茶科柃木属下的一个植物种。